# Cybianthus baruanus
Cybianthus baruanus là một loài thực vật có hoa trong họ Anh thảo. Loài này được (Lundell) Pipoly mô tả khoa học đầu tiên năm 1983.